# Anglo-Egyptisch Soedan

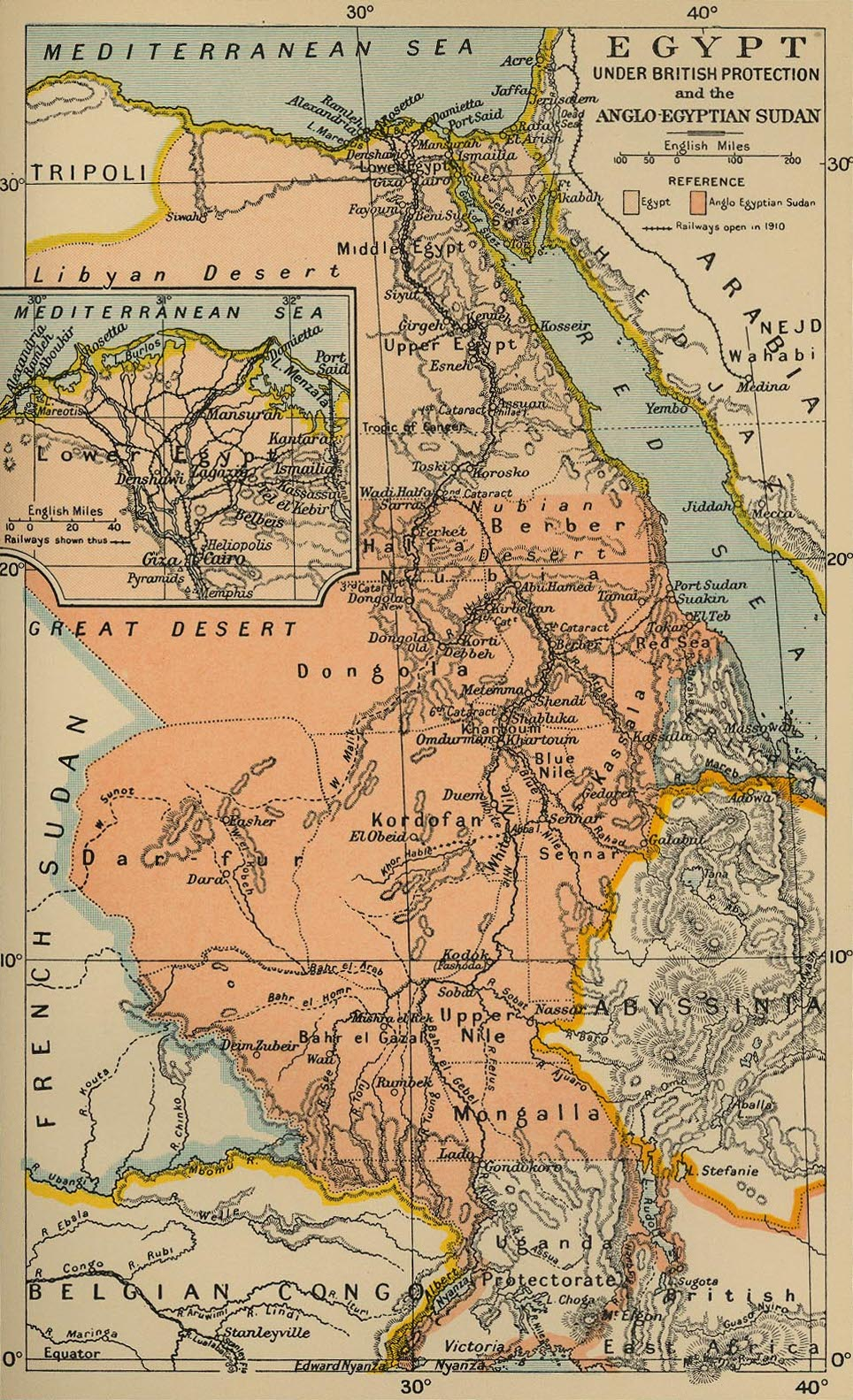
Anglo-Egyptisch Soedan in 1922.

Anglo-Egyptisch Soedan was van 1899 tot 1956 een door Egypte en het Verenigd Koninkrijk gezamenlijk bestuurd gebied in Noord-Afrika. Door de Britse invloed op Egypte was het gebied in feite een Britse kolonie.
In 1956 werd het gebied onafhankelijk onder de naam Republiek Soedan.